# مارلبورو، ویلتشر
longitudeمارلبورو، ویلتشرlatitudeمارلبورو، ویلتشر
مارلبورو، ویلتشر (به انگلیسی: Marlborough, Wiltshire) یک شهر بازاری در بریتانیا است که در ویلتشر واقع شده‌است.

## خصوصیات
مارلبورو ۸٬۰۰۹ نفر جمعیت دارد.